# Fabio Vignaroli
Fabio Vignaroli (Finale Ligure, 7 giugno 1976) è un dirigente sportivo ed ex calciatore italiano, di ruolo attaccante o centrocampista.

## Caratteristiche tecniche
Vignaroli era un attaccante in grado di ricoprire qualsiasi posizione offensiva. Poteva essere impiegato da esterno laterale destro oppure nel ruolo di centrocampista destro.

## Carriera

### Giocatore
Nella stagione 2001-2002, in Serie B con la maglia della Salernitana, ha totalizzato 20 reti in campionato arrivando secondo nella classifica cannonieri, dietro il belga Luís Oliveira.
Dopo la parentesi a Salerno ha esordito in Serie A con il Modena il 25 gennaio 2003 nella partita Modena-Atalanta (2-0).
Nella stagione 2007-2008 la Lazio ha provveduto a tesserarlo dopo che si era svincolato dal Bari. Ha fatto il suo esordio da titolare in maglia biancoceleste nella gara pareggiata 2-2 con il Palermo il 23 dicembre 2007. Successivamente ha giocato in Coppa Italia nella partita di ritorno contro il Napoli, schierato come punta accanto al centravanti albanese Igli Tare. Contro la Juventus ha servito l'assist a Sebastiano Siviglia per il secondo gol della Lazio nel 5-2 juventino. Trovato poco spazio nel corso della stagione, si è svincolato dalla Lazio il 1º luglio 2008.
Dopo un anno alla squadra greca del Panthrakikos, nel gennaio del 2009 Vignaroli ha firmato con il Newcastle Jets, club australiano, un contratto di sei mesi. Ha fatto il suo esordio il 10 marzo 2009 a Pechino, in occasione dell'incontro Beijing Guoan-Newcastle Jets, valevole per l'AFC Champions League: è stato ammonito dopo 25 minuti di gioco nella partita conclusasi 2-0 per i padroni di casa. In questa manifestazione l'attaccante italiano giocherà altri 4 incontri. Al termine della stagione ha rinnovato per un altro anno con la squadra australiana.
Il 19 gennaio 2011 è stato ufficializzato il suo ingaggio da parte del Monza, squadra di Lega Pro nella quale il giocatore aveva militato dal 1998 al 2000 e con la quale si stava già allenando nei giorni precedenti.
Il 25 marzo 2011 ha rescisso il contratto con il club brianzolo. Nella primavera del 2012 è stato ingaggiato dal Savona.
Il 26 gennaio 2013 ha firmato un contratto con la squadra maltese del Mosta, per poi trasferirsi nella formazione del Balzan, ultima sua squadra prima del ritiro avvenuto nel 2014.

### Dirigente sportivo
Nella stagione 2015-2016 ha assunto il ruolo di direttore sportivo dell'Unione Sanremo, venendo confermato anche per la stagione seguente. Nella stagione 2017-2018 ha lavorato per il Genoa in qualità di scout sia per la prima squadra che per il settore giovanile. Dal 2018 al 2019 ha ricoperto il ruolo di direttore tecnico dell'Ospedaletti

## Statistiche

### Presenze e reti nei club
Statistiche aggiornate al 18 luglio 2016.
| Stagione              | Squadra               | Campionato            | Campionato | Campionato | Coppe nazionali | Coppe nazionali | Coppe nazionali | Coppe continentali | Coppe continentali | Coppe continentali | Altre coppe | Altre coppe | Altre coppe | Totale | Totale |
| Stagione              | Squadra               | Comp                  | Pres       | Reti       | Comp            | Pres            | Reti            | Comp               | Pres               | Reti               | Comp        | Pres        | Reti        | Pres   | Reti   |
| --------------------- | --------------------- | --------------------- | ---------- | ---------- | --------------- | --------------- | --------------- | ------------------ | ------------------ | ------------------ | ----------- | ----------- | ----------- | ------ | ------ |
| 1994-1995             | Como                  | B                     | 3          | 0          | CI              | 0               | 0               | -                  | -                  | -                  | -           | -           | -           | 3      | 0      |
| 1995-1996             | Como                  | C1                    | 34         | 3          | CI+CI-C         | 1+2             | 0+1             | -                  | -                  | -                  | -           | -           | -           | 37     | 4      |
| 1996-1997             | Como                  | C1                    | 14         | 1          | CI+CI-C         | 1+5             | 1+3             | -                  | -                  | -                  | -           | -           | -           | 20     | 5      |
| 1997-1998             | Como                  | C1                    | 28         | 3          | CI+CI-C         | 2+1             | 1+0             | -                  | -                  | -                  | -           | -           | -           | 31     | 4      |
| Totale Como           | Totale Como           | Totale Como           | 78         | 7          |                 | 12              | 6               |                    | -                  | -                  |             | -           | -           | 90     | 13     |
| 1998-1999             | Monza                 | B                     | 20         | 2          | CI              | 1               | 0               | -                  | -                  | -                  | -           | -           | -           | 21     | 2      |
| 1999-2000             | Monza                 | B                     | 33         | 5          | CI              | 4               | 2               | -                  | -                  | -                  | -           | -           | -           | 37     | 7      |
| 2000-2001             | Salernitana           | B                     | 26         | 2          | CI              | 5               | 0               | -                  | -                  | -                  | -           | -           | -           | 32     | 2      |
| 2001-2002             | Salernitana           | B                     | 36         | 20         | CI              | 2               | 1               | -                  | -                  | -                  | -           | -           | -           | 38     | 21     |
| 2002-gen. 2003        | Salernitana           | B                     | 18         | 4          | CI              | 3               | 3               | -                  | -                  | -                  | -           | -           | -           | 21     | 7      |
| Totale Salernitana    | Totale Salernitana    | Totale Salernitana    | 80         | 26         |                 | 10              | 4               |                    | -                  | -                  | -           | -           | -           | 90     | 30     |
| gen.-giu. 2003        | Modena                | A                     | 17         | 2          | CI              | -               | -               | -                  | -                  | -                  | -           | -           | -           | 17     | 2      |
| 2003-2004             | Modena                | A                     | 31         | 2          | CI              | 4               | 1               | -                  | -                  | -                  | -           | -           | -           | 35     | 3      |
| 2004-gen. 2005        | Modena                | B                     | 15         | 2          | CI              | 3               | 2               | -                  | -                  | -                  | -           | -           | -           | 18     | 4      |
| Totale Modena         | Totale Modena         | Totale Modena         | 63         | 6          |                 | 7               | 3               |                    | -                  | -                  |             | -           | -           | 70     | 9      |
| gen.-giu. 2005        | Parma                 | A                     | 16         | 0          | CI              | 0               | 0               | CU                 | 6                  | 0                  | -           | -           | -           | 22     | 0      |
| 2005-2006             | Bologna               | B                     | 31         | 2          | CI              | 0               | 0               | -                  | -                  | -                  | -           | -           | -           | 31     | 2      |
| 2006-2007             | Bari                  | B                     | 15         | 0          | CI              | 0               | 0               | -                  | -                  | -                  | -           | -           | -           | 15     | 0      |
| 2007-2008             | Lazio                 | A                     | 9          | 0          | CI              | 2               | 0               | UCL                | 0                  | 0                  | -           | -           | -           | 11     | 0      |
| 2008-gen. 2009        | Panthrakikos          | SL                    | 0          | 0          | CG              | 2               | 1               | -                  | -                  | -                  | -           | -           | -           | 2      | 1      |
| gen.-giu. 2009        | Newcastle Jets        | AL                    | 3          | 1          | -               | -               | -               | ACL                | 4                  | 1                  | -           | -           | -           | 7      | 2      |
| 2009-2010             | Newcastle Jets        | AL                    | 15         | 0          | -               | -               | -               | -                  | -                  | -                  | -           | -           | -           | 15     | 0      |
| Totale Newcastle Jets | Totale Newcastle Jets | Totale Newcastle Jets | 18         | 1          |                 | -               | -               |                    | 4                  | 1                  |             | -           | -           | 22     | 2      |
| gen.-mar. 2011        | Monza                 | 1D                    | 4          | 0          | CI+CI-LP        | -               | -               | -                  | -                  | -                  | -           | -           | -           | 4      | 0      |
| Totale Monza          | Totale Monza          | Totale Monza          | 57         | 7          |                 | 5               | 2               |                    | -                  | -                  |             | -           | -           | 62     | 9      |
| mar.-giu. 2012        | Savona                | SD                    | 4          | 0          | CI-LP           | -               | -               | -                  | -                  | -                  | -           | -           | -           | 4      | 0      |
| 2012-2013             | Mosta                 | PL                    | 13         | 1          | TM              | 2               | 1               | -                  | -                  | -                  | -           | -           | -           | 15     | 2      |
| 2013-2014             | Balzan                | PL                    | 25         | 0          | TM              | 2               | 0               | -                  | -                  | -                  | -           | -           | -           | 27     | 0      |
| Totale carriera       | Totale carriera       | Totale carriera       | 409        | 50         |                 | 40              | 17              |                    | 10                 | 1                  |             | -           | -           | 459    | 68     |

## Palmarès

### Giocatore
- Coppa Italia Serie C: 1

Como: 1996-1997